# 樽川 (石狩市)
樽川（たるかわ）は北海道石狩市にある地名。

## 地名の由来
アイヌ語のオタ・オル・ナイ（砂浜の中の川）に由来し、これが和人に言い伝えられて、松前藩の時代にはオタルナイと呼ばれるようになっていた。
地名の語源となった河川名の漢字表記としては小樽内川が用いられたが、豊平川の支流である同名の河川とは流域が異なる。更科源蔵の『アイヌ語地名解』によると、もともとこの地にあった場所を西側に移転した際、「小樽内」という地名までも一緒になって移ってしまい、現在の小樽市の語源となった。そして残された元祖の小樽内川の地は、略して「樽川」と呼ばれるようになったという。なお、現在「樽川」と呼ばれる水路は、花畔銭函間排水運河のことである。
また、かつてのオタルナイから東に行った十線浜付近にはフムベオマイという旧名があり、永田方正はこれを「寄り鯨のあった処」の意としている。土地台帳には「分部越」の字名で記載されていたが、石狩湾新港の建設によって地名は消失し、現在は「新港中央」となっている。

## 地理
樽川は石狩市の南西端に位置しており、石狩平野の西端部でもある。
東では防風林を境として石狩市花畔（ばんなぐろ）と、南西では札幌市手稲区と接している。南東端には石狩手稲通が走り、石狩市花川との境界になっている。
かつての樽川はより北西に広く、石狩湾に面していたが、1975年（昭和50年）の小樽市との境界変更によって海から分断された。その名残として、海岸沿いの小樽市銭函4丁目にはオタルナイの異名を記した「オタナイ発祥之地」碑が建ち、また石狩市新港西2丁目の樽川公園内には「樽川発祥之地」碑がある。

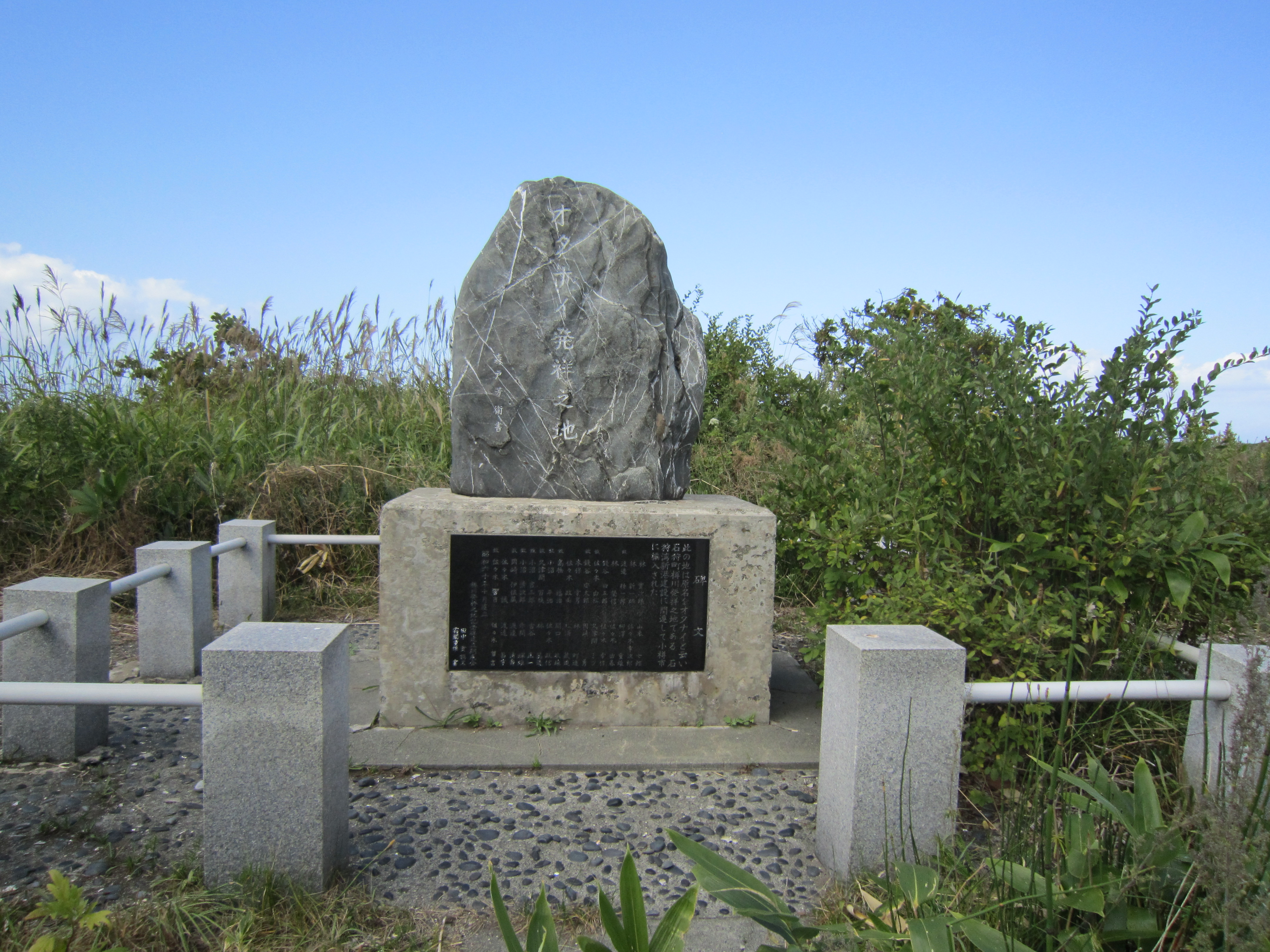
オタナイ発祥之地
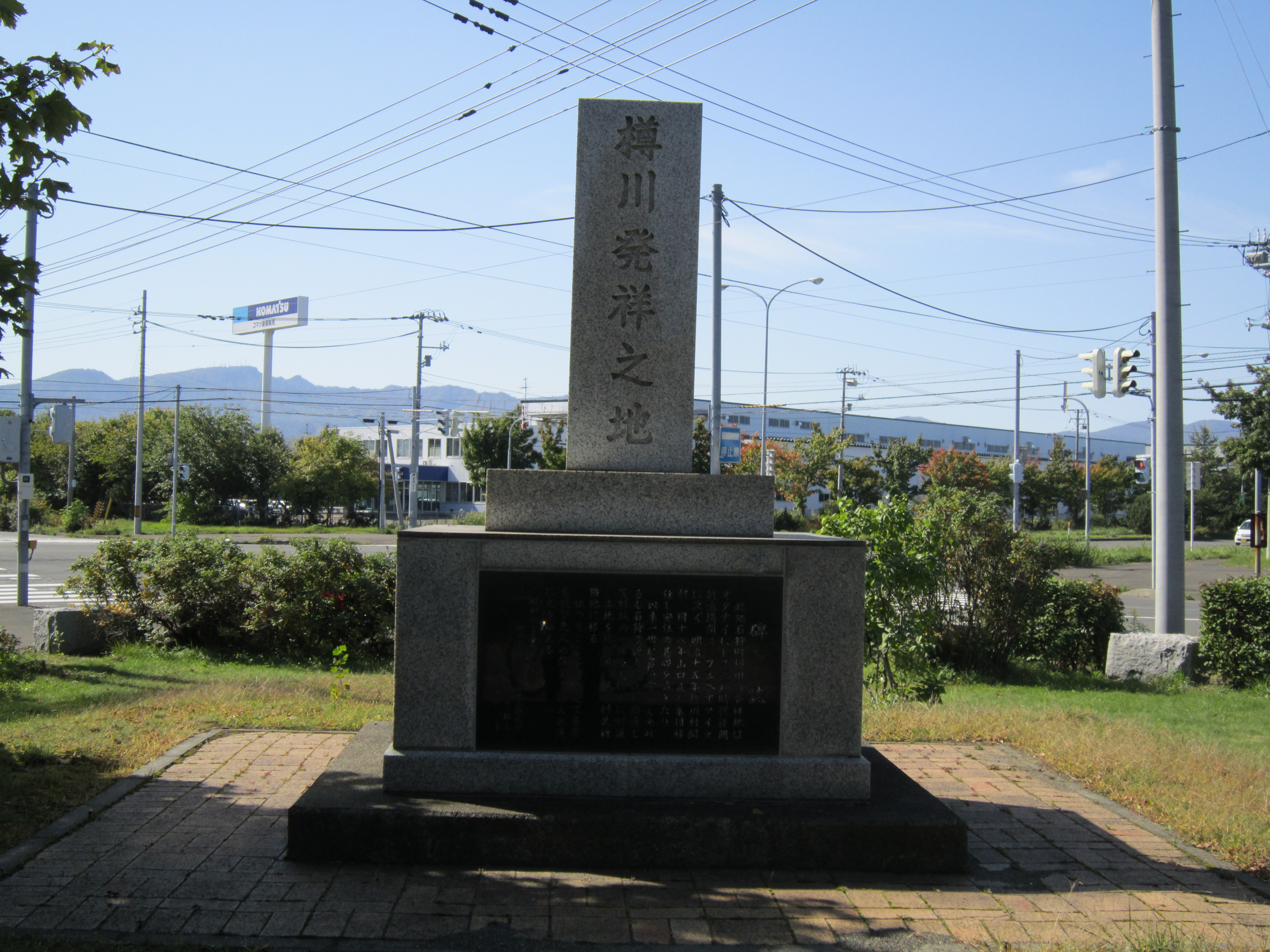
樽川発祥之地

### 住所
| 町丁            | 郵便番号 |
| --------------- | -------- |
| 樽川3条1～3丁目 | 061-3253 |
| 樽川4条1～3丁目 | 061-3254 |
| 樽川5条1～3丁目 | 061-3255 |
| 樽川6条1～3丁目 | 061-3256 |
| 樽川7条1～3丁目 | 061-3257 |
| 樽川8条1～3丁目 | 061-3258 |
| 樽川9条1～3丁目 | 061-3259 |
| 樽川（番地）    | 061-3251 |

## 歴史

### 19世紀
19世紀初頭の文化年間に、石狩場所の請負人である村山伝兵衛が「オタネ浜」に漁場を開いた記録がある。1846年（弘化3年）に石狩を訪れた松浦武四郎は、1859年（安政6年）の再訪の折、「弘化に通ったときは銭函から東は一軒の家もなかったが、今はヲタルナイまで人家続きでとても賑やかである」と日記に残している。
1882年（明治15年）2月7日、樽川村が開村。1884年（明治17年）、小樽内川・琴似川間大排水（後の新川）の掘削が始まる。
1885年（明治18年）、山口県から官費による渡航で20戸189名が樽川村に移住する。戸数には10戸や12戸という異説もあるが、長谷川嗣の調査によると土地の仮渡を受けたのが43名で、そこから落伍者が出た後に地券を受け取ったのが20名とのことである。
1887年（明治20年）、小樽内川・琴似川間大排水が竣工。また同年、山口村の生田が樽川村との共同で、小樽内川の西辺に寺子屋を設立する。樽川神社の原型となった小社が、目貫曻太郎らによって建立されたのもこの年である。
1895年（明治28年）5月、花畔銭函間排水運河が起工する。11月には、西3線の河本荘七が小屋で私立小学校を開設した。
1898年（明治31年）12月、西3線の松本徳太郎が小屋にて樽川簡易教育所を設立し、翌年1月に認可を受ける。これが後の樽川尋常小学校の基礎となった。

### 20世紀（戦前）
1902年（明治35年）4月1日、北海道二級町村制の施行により、樽川村は花畔村と合併して花川村となる。
1907年（明治40年）4月1日、北海道一級町村制の施行により、花川村は石狩町と合併する。
1908年（明治41年）3月、興農園が樽川村の土地を取得して牧草栽培を始める。
1917年（大正6年）9月、町村農場が樽川村東6線に開設される。
1918年（大正7年）3月10日、興農園は極東練乳株式会社に樽川農場の経営を譲渡。極東練乳の本部と第1農場は軽川に置かれ、樽川村の西4線に第2農場、西7線に第3農場が開設された。
1929年（昭和4年）9月に町村農場が江別に移転したのち、跡地では牧草栽培が行われたが、1932年（昭和7年）4月に開放されて自作農が創設した。
1940年（昭和15年）12月27日、極東練乳が明治乳業と改称し、樽川の農場などは札幌牧場となった。

### 20世紀（戦後）
1946年（昭和21年）11月、広島県より5名が西4線付近に開拓のため入植し、以降も各地から入植者が続く。
1948年（昭和23年）4月8日、樽川村の住人たちが手稲村の箕輪村長に対し、「樽川村の一部を手稲村に編入してほしい」と請願する。箕輪はこの件を手稲村議会に諮ったうえで、5月15日、北海道庁に対して境界変更を願い出たが、石狩町議会で編入案が否決されたため実現しなかった。
1950年（昭和25年）4月、樽川揚水場が竣功。導水路や用水路が完成したのち、6月に通水して256町歩の水田が開かれ、秋には収穫を挙げることに成功した。また、造田達成までの一連の経緯を収録した、記録映画『砂とたたかう』が制作された。
1967年（昭和42年）、石狩湾新港建設促進期成会が発足。1970年（昭和45年）5月25日、石狩湾新港にまつわる問題をめぐって北海道知事・石狩町長・小樽市長らによる会談が行われ、石狩町域の一部を小樽市に編入するように知事から要請がなされた。
1971年（昭和46年）7月、北海道議会にて石狩湾新港後背用地の先行取得が決定される。12月、北海道企業局と石狩町地主連絡協議会との間で、樽川地区内の民有地約943ヘクタールの移転に伴う補償についての交渉が妥結する。
1972年（昭和47年）3月27日、樽川地区移転先区画整理組合が設立。4月には樽川神社などの移転補償契約が締結され、12月19日には漁業補償交渉も妥結した。
1973年（昭和48年）1月、石狩湾新港試験突堤工事が開始。3月14日、樽川小中学校が閉校する。またオタネ浜や十線浜の海水浴場は、この年に閉止された。
1974年（昭和49年）11月28日、石狩町の臨時町議会で「樽川地区の一部区域899ヘクタールを小樽市に編入すること」が可決される。翌1975年（昭和50年）3月11日、第1回定例道議会本会議にて「石狩湾新港建設に伴う小樽市と石狩町の境界変更の件」が可決され、4月15日に境界変更が実施された。

### 21世紀
石狩手稲通沿いの樽川地区は、1992年（平成4年）から2002年（平成14年）にかけて市街化が進行し、大型店舗の誘致や宅地分譲が行われた。そのため樽川の人口は大きく増加し、2003年（平成15年）に3174人、2008年（平成20年）には4323人となっている。

## 施設
- 石狩市立樽川中学校
- 樽川神社
- 石狩ふれあいの杜公園